# 建国街道 (通辽市)
建国街道，是中华人民共和国内蒙古自治区通辽市科尔沁区下辖的一个乡镇级行政单位。

## 行政区划
建国街道下辖以下地区：
西工人社区、建国社区、东工人社区、大兴社区、白音太来社区、前坨子社区、五家子社区、前进社区、肖家窝堡村、清河村和清胜村。